# Wereldkampioenschap voetbal 2014 (achtste finale) België - Verenigde Staten
Dit artikel gaat over de  achtste finale tussen België en de Verenigde Staten die gespeeld werd op dinsdag 1 juli 2014 tijdens het wereldkampioenschap voetbal 2014. Eerder op dezelfde dag werd de wedstrijd Argentinië – Zwitserland gespeeld.

## Voorafgaand aan de wedstrijd
- België staat bij aanvang van het toernooi op de elfde plaats van de FIFA-wereldranglijst. België bevindt zich sinds halverwege 2007 – toen het op de 71e plaats stond, wat het dieptepunt voor België was – in een stijgingsperiode. In oktober 2013 bereikte België met de vijfde positie zijn hoogtepunt. Sindsdien is het land zes posities gedaald. De positie van België was in juni 2014 gelijk aan die van begin 2014.[1] Zes andere bij de UEFA aangesloten landen wisten in juni 2014 een betere positie op de ranglijst te bemachtigen; dat waren Engeland, Italië, Zwitserland, Portugal, Duitsland en nummer één Spanje.
- België speelde in de groepsfase in groep H drie wedstrijden, waarvan het land alle wedstrijden won. De eerste wedstrijd tegen Algerije won België met 2-1, de tweede wedstrijd tegen Rusland won het land met 1-0 en laatste wedstrijd tegen Zuid-Korea werd met 0-1 door België gewonnen.
- De Verenigde Staten staan bij aanvang van het toernooi op de dertiende plaats van de wereldranglijst. In april 2006 behaalde het land zijn hoogtepunt met een vierde positie. Daarna kwamen de Verenigde Staten terecht in een schommeling, die het land naar de elfde positie bracht in september 2009. Tot halverwege 2012 bleef het land dalen en het bereikte de 36e positie. Sindsdien bevinden de Verenigde Staten zich in een klimperiode, die het land naar zijn huidige positie bracht. Sinds begin 2014 is het land één positie gestegen.[2] Geen ander bij de CONCACAF aangesloten land behaalde op de ranglijst van juni 2014 een betere positie.
- De Verenigde Staten wonnen in de poulfase in groep G een van de drie wedstrijden. De eerste wedstrijd tegen Ghana wonnen de Verenigde Staten met 1-2, de tweede wedstrijd tegen Portugal speelde het land met 2-2 gelijk en de laatste wedstrijd tegen Duitsland verloor het land met 0-1.
- Deze landen speelden vijf keer eerder tegen elkaar, waarvan een vriendschappelijke wedstrijd op 29 mei 2013 zich het recentst heeft plaatsgevonden. Die wedstrijd werd door België met 2-4 gewonnen. In totaal won België vier van de vijf interlands; de andere werd door de Verenigde Staten gewonnen. In totaal wist België acht keer in het doel van de Amerikanen te scoren; andersom gebeurde dat vijf keer.[3]

## Wedstrijdgegevens
| Datum                | 1 juli 2014                         | 1 juli 2014                         |
| Wedstrijdnummer      | 56                                  | 56                                  |
| Stadion              | Itaipava Arena Fonte Nova, Salvador | Itaipava Arena Fonte Nova, Salvador |
| Toeschouwers         | 51.227                              | 51.227                              |
| Scheidsrechter       | Djamel Haimoudi                     | Djamel Haimoudi                     |
| Assistenten          | Redouane Achik Abdelhak Etchiali    | Redouane Achik Abdelhak Etchiali    |
| Vierde official      | Norbert Hauata                      | Norbert Hauata                      |
| Man van de wedstrijd | Tim Howard                          | Tim Howard                          |
|                      | België                              | Verenigde Staten                    |
| Doelpunten           | 2                                   | 1                                   |
| Gele kaarten         | 1                                   | 1                                   |
| Rode kaarten         | 0                                   | 0                                   |
| Wissels              | 3                                   | 3                                   |
| Schoten op doel      | 26                                  | 9                                   |
| Schoten naast doel   | 12                                  | 5                                   |
| Overtredingen        | 27                                  | 11                                  |
| Hoekschoppen         | 19                                  | 4                                   |
| Buitenspel           | 2                                   | 0                                   |
| Balbezit (%)         | 47                                  | 53                                  |

| België | 2 – 1           | Verenigde Staten |
| Kevin De Bruyne (Romelu Lukaku) 93' Romelu Lukaku (Kevin De Bruyne) 105' | goals (assists) | 107' Julian Green |
| Marc Wilmots | bondscoach      | Jürgen Klinsmann |
| Thibaut Courtois Toby Alderweireld Vincent Kompany Daniel Van Buyten Jan Vertonghen Axel Witsel Kevin De Bruyne Marouane Fellaini Eden Hazard 111' Dries Mertens 60' Divock Origi 91' | opstellingen    | Tim Howard Geoff Cameron Omar Gonzalez Matt Besler 32' Fabian Johnson Michael Bradley DaMarcus Beasley 105' Alejandro Bedoya Jermaine Jones 72' Graham Zusi Clint Dempsey |
| Kevin Mirallas 60' Romelu Lukaku 91' Nacer Chadli 111' | wissels         | 32' DeAndre Yedlin 72' Chris Wondolowski 105' Julian Green |
| Vincent Kompany 42' | gele kaarten    | 18' Geoff Cameron |
| | rode kaarten    | |

## Trivia
Deze wedstrijd werd op de televisiezender Canvas bijgewoond door maar liefst 2,37 miljoen kijkers. Daarmee is het het best bekeken televisieprogramma. Het verbrak het al zeventien jaar oude record van Schalkse Ruiters, dat honderdduizend kijkers minder behaalde.

## Wedstrijden
| Groepswedstrijden      |                       |                         |                       |                         |                        |                        |                         |
| Groep A                | Groep B               | Groep C                 | Groep D               | Groep E                 | Groep F                | Groep G                | Groep H                 |
| Brazilië – Kroatië     | Spanje – Nederland    | Colombia - Griekenland  | Uruguay – Costa Rica  | Zwitserland – Ecuador   | Argentinië – Bosnië    | Duitsland – Portugal   | België – Algerije       |
| Mexico – Kameroen      | Chili – Australië     | Ivoorkust – Japan       | Engeland – Italië     | Frankrijk – Honduras    | Iran – Nigeria         | Ghana – U.S.A.         | Rusland – Zuid-Korea    |
| Kameroen – Kroatië     | Australië – Nederland | Japan – Griekenland     | Italië – Costa Rica   | Honduras – Ecuador      | Nigeria – Bosnië       | U.S.A. – Portugal      | Zuid-Korea – Algerije   |
| Brazilië – Mexico      | Spanje – Chili        | Colombia – Ivoorkust    | Uruguay – Engeland    | Zwitserland – Frankrijk | Argentinië – Iran      | Duitsland – Ghana      | België – Rusland        |
| Kameroen – Brazilië    | Australië – Spanje    | Japan – Colombia        | Italië – Uruguay      | Honduras – Zwitserland  | Nigeria – Argentinië   | U.S.A. – Duitsland     | Zuid-Korea – België     |
| Kroatië – Mexico       | Nederland – Chili     | Griekenland – Ivoorkust | Costa Rica – Engeland | Ecuador – Frankrijk     | Bosnië – Iran          | Portugal – Ghana       | Algerije – Rusland      |
| Achtste finales        |                       |                         |                       |                         |                        |                        |                         |
| Brazilië Chili         | Colombia Uruguay      | Frankrijk Nigeria       | Duitsland Algerije    | Nederland Mexico        | Costa Rica Griekenland | Argentinië Zwitserland | België Verenigde Staten |
| Kwartfinales           |                       |                         |                       |                         |                        |                        |                         |
| Brazilië – Colombia    | Brazilië – Colombia   | Frankrijk – Duitsland   | Frankrijk – Duitsland | Nederland – Costa Rica  | Nederland – Costa Rica | Argentinië – België    | Argentinië – België     |
| Halve finales          |                       |                         |                       |                         |                        |                        |                         |
| Brazilië – Duitsland   | Brazilië – Duitsland  | Brazilië – Duitsland    | Brazilië – Duitsland  | Nederland – Argentinië  | Nederland – Argentinië | Nederland – Argentinië | Nederland – Argentinië  |
| Troostfinale           |                       |                         |                       |                         |                        |                        |                         |
| Brazilië – Nederland   |                       |                         |                       |                         |                        |                        |                         |
| Finale                 |                       |                         |                       |                         |                        |                        |                         |
| Duitsland – Argentinië |                       |                         |                       |                         |                        |                        |                         |

KBVB · A-internationals · Selecties · Statistieken · Bondscoaches · Belgisch vrouwenelftal · Olympisch elftal · België U21 · België U20 · België U19 · België U18 · België U17 · België U16 · Vrouwen U19 · Vrouwen U17
Albanië ·
Algerije ·
Andorra ·
Argentinië ·
Armenië ·
Australië ·
Azerbeidzjan ·
Bosnië en Herzegovina · 
Brazilië ·
Bulgarije ·
Burkina Faso ·
Canada ·
Chili ·
Colombia ·
Costa Rica ·
Cyprus ·
DDR ·
Denemarken ·
Duitsland ·
Egypte ·
El Salvador ·
Engeland ·
Estland ·
Faeröer ·
Finland ·
Frankrijk ·
Gabon ·
Gibraltar ·
Griekenland ·
Hongarije ·
Ierland ·
IJsland ·
Irak ·
Israël ·
Italië ·
Ivoorkust ·
Japan ·
Joegoslavië ·
Kazachstan ·
Kroatië · 
Letland ·
Litouwen ·
Luxemburg ·
Malta ·
Marokko ·
Mexico ·
Montenegro · 
Nederland ·
Noord-Ierland ·
Noord-Macedonië ·
Noorwegen ·
Oekraïne ·
Oostenrijk ·
Panama · 
Paraguay ·
Peru ·
Polen ·
Portugal ·
Qatar ·
Roemenië ·
Rusland ·
San Marino ·
Saoedi-Arabië ·
Schotland ·
Servië ·
Servië en Montenegro ·
Slovenië ·
Slowakije ·
Sovjet-Unie ·
Spanje ·
Tsjechië ·
Tsjecho-Slowakije ·
Tunesië · 
Turkije · 
Uruguay · 
Verenigde Staten · 
Wales · 
Wit-Rusland ·
Zambia · 
Zuid-Korea · 
Zweden · 
Zwitserland
Algerije (2014) ·
Argentinië (2014) · 
Brazilië (2018) · 
Canada (2022) · 
Denemarken (2021) · 
Engeland (2018, 1) · 
Engeland (2018, 2) · 
Finland (2021) · 
Frankrijk (1904) ·
Frankrijk (2018) · 
Ierland (2016) · 
Italië (2016) · 
Italië (2021) · 
Japan (2018) · 
Kroatië (2022) · 
Marokko (2022) · 
Nederland (1985) · 
Panama (2018) ·
Polen (1982) · 
Portugal (2021) · 
Rusland (2014) · 
Rusland (2021) · 
Sovjet-Unie (1982) · 
Tunesië (2018) · 
Verenigde Staten (2014) ·
West-Duitsland (1980) · 
Zuid-Korea (2014)
USSF · A-internationals · Selecties · Bondscoaches · Amerikaans vrouwenelftal · Olympisch elftal · USA -21 · USA -20 · USA -19 · USA -18 · USA -17
1885 – 1919 · 
1920 – 1929 · 
1930 – 1939 · 
1940 – 1949 · 
1950 – 1959 · 
1960 – 1969 · 
1970 – 1979 · 
1980 – 1989 · 
1990 – 1999 · 
2000 – 2009 · 
2010 – 2019 ·
2020 − 2029
CA 1993 · 
CA 1995 · 
CA 2007 · 
CA 2016
CC 1992 · 
CC 1999 · 
CC 2003 · 
CC 2009
WK 1930 · 
WK 1934 · 
WK 1950 · 
WK 1990 · 
WK 1994 · 
WK 1998 · 
WK 2002 · 
WK 2006 · 
WK 2010 · 
WK 2014
OS 1904 · 
OS 1924 · 
OS 1928 · 
OS 1936 · 
OS 1948 · 
OS 1952 · 
OS 1956 · 
OS 1972 · 
OS 1984 · 
OS 1988 · 
OS 1992 · 
OS 1996 · 
OS 2000 · 
OS 2008
Algerije ·
Antigua en Barbuda ·
Argentinië ·
Armenië ·
Australië ·
Azerbeidzjan ·
Barbados ·
België ·
Belize ·
Bermuda ·
Bolivia ·
Bosnië en Herzegovina ·
Brazilië ·
Canada ·
Chili ·
China ·
Colombia ·
Costa Rica ·
Cuba ·
Curaçao ·
Denemarken ·
DDR ·
Duitsland ·
Ecuador ·
Egypte ·
El Salvador ·
Engeland ·
Estland ·
Finland ·
Frankrijk ·
Ghana ·
GOS ·
Grenada ·
Griekenland ·
Guatemala ·
Guyana ·
Haïti ·
Honduras ·
Hongarije ·
Ierland ·
IJsland ·
Iran ·
Israël ·
Italië ·
Ivoorkust ·
Jamaica ·
Japan ·
Joegoslavië ·
Kaaimaneilanden ·
Kameroen ·
Koeweit ·
Letland ·
Liechtenstein ·
Luxemburg ·
Malta ·
Marokko ·
Martinique ·
Mexico ·
Moldavië ·
Nederland ·
Nederlandse Antillen ·
Nicaragua ·
Nieuw-Zeeland ·
Nigeria ·
Noord-Ierland ·
Noord-Korea ·
Noord-Macedonië ·
Noorwegen ·
Oekraïne ·
Oezbekistan ·
Oman ·
Oostenrijk ·
Panama ·
Paraguay ·
Peru ·
Polen ·
Portugal ·
Puerto Rico ·
Qatar ·
Roemenië ·
Rusland ·
Saint Kitts en Nevis ·
Saint Vincent en de Grenadines ·
Saoedi-Arabië ·
Schotland ·
Servië ·
Slovenië ·
Slowakije ·
Sovjet-Unie ·
Spanje ·
Thailand ·
Trinidad en Tobago ·
Tsjechië ·
Tsjecho-Slowakije ·
Tunesië ·
Turkije ·
Uruguay ·
Venezuela ·
Wales ·
Zuid-Afrika ·
Zuid-Korea ·
Zweden ·
Zwitserland
Algerije (2010) ·
België (2014) ·
Brazilië (2009, 2) ·
Duitsland (2014) ·
Engeland (2010) ·
Ghana (2006) · 
Ghana (2014) · 
Italië (2006) · 
Nederland (2022) ·
Portugal (2014) ·
Slovenië (2010) ·
Tsjechië (2006)